# Tromøya
Tromøya (eller Tromøy) är den största ön på Sørlandet i Norge. Tromøy kommun var tidigare en självständig kommun i dåvarande Aust-Agder fylke, och är i dag en viktig del av Arendals kommun i Agder fylke. Tromøy socken är fortfarande en egen församling inom norska kyrkan.

## Förhistoria
På 800-talet hade vikingakungen Halald Granraude (kung i Agder) sin kungsgård på Tromøy. Det berättas också om dottern, drottning Åsa Haraldssdotter, som tog med sig den ettårige Halvdan Svarte tillbaka till Tromøy efter Gudrød Veidekonges död.
Flera ortnamn på Tromøy härstammar från vikingatiden, som tätorten Kongshavn med närmare 800 invånare, samt orterna Alve och Hove. En del anser att det fanns ett kungahov på Hoveudden under vikingatiden. Man har också funnit mer än 60 gravhögar i området.

## Före detta Tromøy kommun
Från 1837 var Tromøy tillsammans med Barbu och Stokken en del av Austre Molands kommun (Austre Molands formannskapsdistrikt). 
1 maj 1878 utskildes Barbu och Tromøy som egna kommuner. Invånarantalet i Tromøy kommun var då 2 320 personer. 
Från 1878 till 1992 var Tromøy en självständig kommun. Tromøy kommun omfattade, förutom ön Tromøya, flera mindre öar, bl.a. Merdø, Skilsøy och Tromlingene.
1 januari 1992 blev Tromøy, Hisøy, Moland och Øyestad kommuner sammanslagna med Arendal till den nya Arendals kommun. Tromøy hade då en befolkning på 4 711 personer.

Tromøy kommunvapen från 1985.

## Andra världskriget
Under den tyska ockupationen av Norge (1940-1945), hade tyskarna en luftvärnsskola på Tromøy (Feld Flakartillerie-schule 50) från 1941-1944 på Hove. Förläggningen där byggdes för 1 500 man. Det fanns 3 radarstationer på ön och antagligen fyra 88 mm luftvärnskanoner. Man började konstruera en 200 meter lång landningsbana för flygplan. Det mesta av förläggningens byggnader, inklusive den aldrig färdigställda landningsbanan, finns fortfarande kvar, tillsammans med en bunker (R618) vars syfte är okänt. Bunkern har fortlöpande restaurerats fram till 2007, då man tvingades stoppa detta arbete på grund av en tvist om äganderätten till bunkern. Tyskarna använde 75 byggnader i området. De byggde själva de flesta av dem under ockupationen

## Ön Tromøya
Den 400 meter långa Tromøybron gav vägförbindelse till fastlandet år 1961. Tidigare gick en bilfärja från Barbu till Skilsøy på Tromøya. Nu går en passagerarfärja mellan Arendals centrum och Skilsøy. Ön är i norr skild från fastlandet av Tromøysund, som är cirka 12 kilometer långt, och i väster mot Hisøy av Galtesund, vars längd är 2 kilometer.

## Kyrkor
Ön har två kyrkor. Öster om udden Hove ligger Tromøy kyrka, en stenkyrka från 1150. 
I Færvik ligger Færviks kyrka från 1884.

## Fritid
För att vara en liten ö har Tromøya ett stort utbud av fritidsaktiviteter. Bland annat finns det en kör, en idrottsförening, ett diskotek och paintball.
Trauma är öns största idrottsförening. De två största idrotterna som föreningen sysslar med är fotboll och handboll. 
Bortsett från Trauma är nog Tromøy fritidsklubb den mest populära föreningen. Den arrangerar allt från diskotek till regelrätta softgun-kamper.

## Hovefestivalen

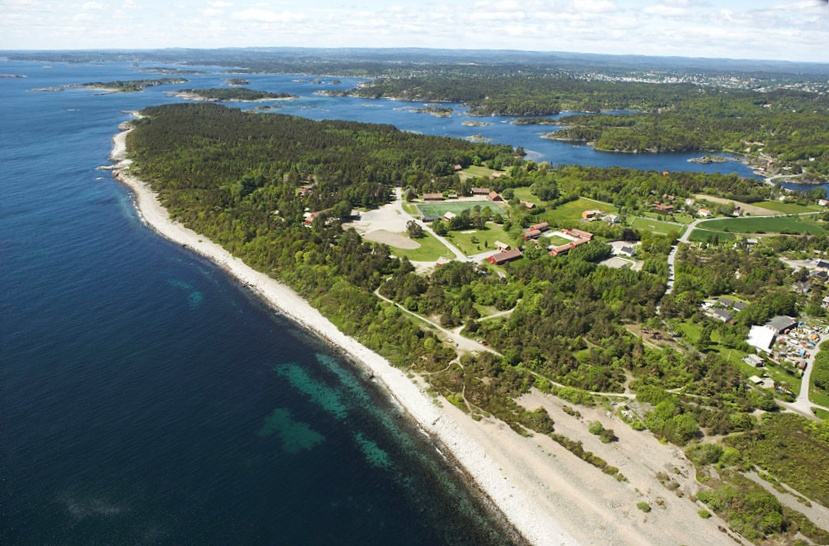
Platsen för Hovefestivalen.

När Hovefestivalen startade sommaren 2007 var den Norges största musikfestival med 72 000 festivaldeltagare. Huvudattraktioner år 2007 var de amerikanska banden Slayer, The Killers, Queens of the Stone Age och My Chemical Romance.

## Logi
Hove Leirsenter (Hove campingplats) ligger vid den idylliska Hoveuddens strand på den sydvästra delen av Tromøy, cirka 11 kilometer från Arendals centrum. På Hove campingplats finns plats för husvagnar och tält och det finns även stugor att hyra. På campingplatsen finns möjligheter att spela minigolf, fotboll, handboll och volleyboll. Det finns också lekplats, badstrand och vandringsleder.
Arendals herrgårdshotell byggdes år 1930 och är ett av de äldsta hotellen i regionen.
Det ligger i idylliska omgivningar cirka 250 meter från Spornes strand. Hotellet har 41 rum och restaurang med bar.